# Juan Bautista Ceballos

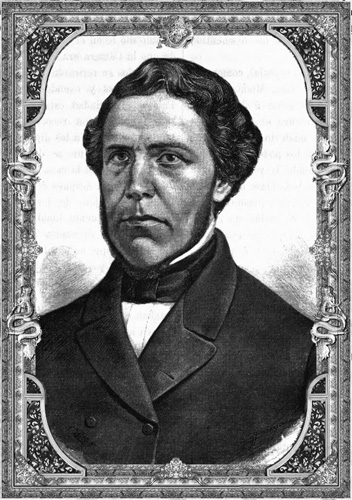
Juan Bautista Ceballos

Juan Bautista Ceballos (Durango, 13 mei 1811 - Parijs, 20 augustus 1859) was een Mexicaans politicus. Hij was president van 6 januari tot 8 februari 1853.
Hij diende als hoofd van het hooggerechtshof onder Mariano Arista. Toen deze aftrad werd Ceballos volgens de grondwet president. Ceballos zag dit echter niet zitten, en droeg de macht over aan Manuel María Lombardini.